# Oecetis quadrofurcata
Oecetis quadrofurcata är en nattsländeart som beskrevs av Wolfram Mey 1998. Oecetis quadrofurcata ingår i släktet Oecetis och familjen långhornssländor. Inga underarter finns listade i Catalogue of Life.